# Петер Каменцинд
«Петер Каменцинд» (нем. Peter Camenzind) — роман Германа Гессе, впервые изданный в 1904 году.

## Сюжет
Главный герой романа Петер Каменцинд первые годы своей жизни проводит в небольшой деревушке Нимикон, затерянной в швейцарских Альпах. Мальчик мало интересуется повседневными заботами своей общины, его больше привлекает природа: горы и озера, солнце и облака становятся ему ближе, чем люди и людские судьбы. Но Петер вынужден оставить свою родную деревню и ехать учиться в гимназию. Здесь он переживает свои первые неудачи в дружбе и любви.
Окончив гимназию, Каменцинд отправляется в Цюрих, чтобы продолжить свою учёбу. Здесь Петер знакомится со своим соседом по дому, молодым пианистом Рихардом, который становится лучшим другом главного героя. Рихард помогает Каменцинду опубликовать свои первые литературные работы в газете, вводит его в местное общество людей искусства. В это же время Петер влюбляется в художницу Эрминию Альетти, но вынужден отступить, так как сердце девушки принадлежит другому. Вместе со своим другом Каменцинд отправляется в путешествие в северную Италию. На обратной дороге с Рихардом случается несчастье — он тонет в реке. Потеряв своего близкого товарища, Петер уезжает из Цюриха сначала в Париж, а затем в Базель, где герой знакомится с Элизабет, благодаря любви к которой, он начинает вновь чувствовать вкус жизни. Но и в этих отношениях Каменцинд терпит неудачу.
Петер решает на время оставить Базель и навестить своего отца на родине, откуда позже уезжает в Ассизи. Здесь главный герой встречает множество приятных и простых людей, так что отъезд обратно домой дается ему с трудом. В Базеле Петер знакомится с местным столяром. Постепенно Каменцинд становится хорошим другом его семьи, часто проводит там выходные. Но в один из дней в доме столяра появляется Боппи, калека-горбун, страдающий подагрой, брат хозяйки. Поначалу Петер испытывает отрицательные чувства к новому члену семьи, но затем резко меняет своё мнение, и Боппи становится близким другом Каменцинда. Вместе они проводят время в дискуссиях о литературе, посещают зверинец, но постепенно горбуну становится хуже, и он умирает. После смерти Боппи Петер возвращается на родину в Нимикон к отцу.

## Создание и публикация
«Петер Каменцинд» — первый роман Германа Гессе. Впервые произведение было напечатано в октябре-декабре 1903 года в литературном журнале «Neue Rundschau», а затем в 1904 году вышло книгой в берлинском издательстве S. Fischer Verlag. Вопреки ожиданиям писателя роман получил большую популярность в Германии, и тираж первого издания разошёлся в течение двух недель. В 1905 за «Петера Каменцинда» Гессе был отмечен австрийской литературной премией Бауэрнфельда.
На страницах романа Гессе отразил некоторые факты собственной биографии. Так часть действия книги происходит в Базеле, где писатель жил во время работы над книгой. За два года до выхода «Петера Каменцинда» также умирает Мария Гессе, мать Германа. Сам писатель в 1903 году совершил путешествие по Италии, и, как и Каменцинд, Гессе изучал жизнь святого Франциска Ассизского (в 1904 году вышла книга Германа Гессе «Франциск Ассизский»).